# 宮城篤実
宮城 篤実（みやぎ とくじつ、1936年5月19日 - 2025年6月13日）は、日本の政治家で、沖縄県嘉手納町長。沖縄県嘉手納町（当時は北谷村嘉手納）出身。

## 略歴
- 8歳の時に沖縄地上戦を体験。沖縄本島北部に疎開し、宜野座村で米軍に投降する[1]。
- 戦後は石川市（現・うるま市）に移転。石川高等学校（現在の沖縄県立石川高等学校）卒業。その後名護市内の英語学校に入学するが、間もなく上京し早稲田大学に入学。早大在学中は、学生運動のリーダーとして活躍[2]。
- 大学卒業後、労働問題の業界紙記者を務めた後、1967年帰沖。
- 1973年から4期連続で嘉手納町議会議員を務める。町議会議長も歴任。
- 1991年、嘉手納町長に初当選。以後、2009年現在、5期連続で当選を果たす。町長に当選した際のスローガンは「よみがえれ嘉手納」。
- 沖縄県町村会長、全国町村会常任理事。沖縄振興審議会委員、中央教育審議会委員なども務める。
- 2011年2月17日に嘉手納町長を任期満了により退任（1991年から5期20年務めた）。
- 2025年6月13日午前9時47分、嘉手納町内の病院で死去。89歳没[3]。